# 다니엘 스눅스
다니엘 저커버스 스눅스(영어: Daniel Jacobus Snoeks 대니얼 저커버스 스눅스[*], 1994년 7월 12일 ~ )는 대한민국에서 활동하고 있는 오스트레일리아(호주)의 모델, 타투이스트이다. JTBC의 《비정상회담》에 오스트레일리아(호주) 대표로 1회부터 고정 패널로 출연 중이었으나 17회를 마지막으로 하차하였다.

## 방송 출연

### 텔레비전 프로그램
- 비정상회담 (JTBC, 2014년)
- SNL 코리아 (tvN, 2014년)

### 뮤직비디오
| 2014 | 사뿐사뿐  | AOA   |
| 2015 | Whoa Ha ! | Vasco |
| 2016 | anti      | Vasco |

## 경력
- 2014 잡지 마리끌레르 모델
- 2015 2016 S/S 헤라서울패션위크 슈퍼콤마비 패션쇼 모델